# Вулиця Вокзальна (Бровари)
Ву́лиця Вокза́льна — вулиця у місті Бровари Київської області.

## Опис
Вулиця має протяжність 1875 метрів. Забудова — приватна садибна (на початку вулиці) та промислового виробництва (у кінці вулиці). Вулиця проходить біля залізничної станції Бровари (з протилежного боку від будівлі вокзалу відносно колій).

## Розміщення
Вулиця Вокзальна розміщена на Торгмаші. Починається біля Броварського мосту, а саме біля транспортної розв'язки з боку Торгмаша, від початку вулиці Олега Оникієнка. Проходить вздовж залізничної лінії Київ—Ніжин, навпроти залізничної станції Бровари повертає праворуч. Закінчується вулиця біля вулиці Олега Оникієнка, неподалік перехрестя вулиць Олега Оникієнка та Сергія Москаленка. До вулиці Вокзальної двічі примикає вулиця Ольги Гасин та один раз провулок Вокзальний.

## Історія
До 1957 року вулиця мала назву Кагановича — на честь радянського державного та партійного діяча Лазаря Кагановича. 15 серпня 1957 року дорогу перейменували на вулицю Вокзальну, оскільки вона розташована поруч із залізничною станцією Бровари.

## Об'єкти
- вул. Вокзальна, 10 — Броварський районний підрозділ Київобленерго.[3]
- вул. Вокзальна, 22 — територія бази, на якій перебував буфет Броварського заводу холодильників. Тут працювала  Ольга Гасин.[4]
- вул. Вокзальна, 24 — територія бази, на якій перебувала їдальня Броварського заводу холодильників. Тут працювала  Ольга Гасин.[4]

## Транспорт
По вулиці Вокзальні частково проходить маршрут броварського маршрутного таксі № 5 (лише у напрямку Торгмаш — Промвузол). На примиканнях початку та кінця вулиці Вокзальної до вулиці Олега Оникієнка також проходять маршрутні таксі №№ 5, 327 і 411.
Вулиця проходить повз залізничну станцію Бровари, звідки є надземний та наземний переходи до будівлі вокзалу та платформ станції.